# Black Kiss
Black Kiss è una serie limitata di fumetti americani erotici hardboiled scritta e disegnata da Howard Chaykin, pubblicata per la prima volta nel 1988 da Vortex Comics.

## Storia editoriale
Black Kiss divenne uno dei fumetti nordamericani più controversi della fine degli anni '80, poiché mostrava scene esplicite di sesso e violenza del tutto inedite nella maggior parte dei fumetti pubblicati all'epoca. La serie in dodici numeri fu scritta e disegnata da Howard Chaykin, già autore di American Flagg!: una serie che a sua volta spesso accennava, seppur velatamente, al tipo di contenuto sessuale che Black Kiss mostrava in dettaglio. Questa novità indusse il consueto stampatore della Vortex Comics a rifiutare di stampare il libro a causa del suo contenuto esplicito.
Per alleviare le perplessità dei distributori circa la messa in commercio di un fumetto ai limiti della pornografia, la Vortex mise in vendita i fumetti della serie all'interno di una busta di plastica sigillata. Ciò significava che gli eventuali acquirenti, passanti o curiosoni non potevano aprire la confezione, o ovviamente vedere il contenuto interno (tuttavia la Vortex non rinnovò questa precauzione in occasione della pubblicazione di una brevie serie di raccolte chiamata Big Black Kiss, nel 1989).
La serie si attirò molteplici polemiche, principalmente a causa dei contenuti sessuali accompagnati peraltro da violenze di vario genere che ne caratterizzarono in particolare i numeri successivi. D'altra parte ci fu chi riconobbe alla serie il pregio di aver riportato il genere hard-boiled nei fumetti, e lo stesso Chaykin fu apprezzato per le sue tecniche di narrazione.
Chaykin spiegò con queste parole la sua scelta di affrontare argomenti così controversi:

## Sinossi
La serie è ambientata a Los Angeles negli anni '80 e si apre con Dagmar Laine, una prostituta trans e amante dell'ex star del cinema degli anni '50 Beverly Grove, alla ricerca della pellicola di un film tratta dalla collezione di film pornografici del Vaticano. La pellicola è nelle mani di padre Frank Murtaugh cui è stata inviata da suo fratello, cardinale in Vaticano. Laine cerca di sottrarre la pellicola a padre Murtaugh, ma prima che ci riesca viene rubata da una suora.
Laine e Grove quindi propongono a Cass Pollack, un musicista jazz ed ex eroinomane in fuga dalla mafia, di rubare la pellicola per loro due, che in cambio gli forniranno un alibi che potrebbe salvargli la vita. Pollack è anche in fuga dalla polizia in quanto unico sospettato della morte della moglie e della figlia, in realtà assassinate della mafia come vendetta trasversale.
Laine e Grove (che sembrano praticamente identiche) indicano a Pollack l'ubicazione della pellicola in seguito alla morte di padre Murtaugh. Questo porta Pollack prima di tutto in una libreria di occultismo chiamata "Il giuramento di Incannabulata" dove ruba anche una copia di un libro dal titolo enigmatico: "Ordine di Bonniface". Finisce quindi in un'impresa di pompe funebri chiamata "Tanas" dove trova un certo numero di celebrità che si dedicano a rituali bizzarri.
Frugando fra gli oggetti di Murtaugh, Pollack trova un invito all'imminente riunione dell'"Ordine di Bonniface". Vi si reca e scopre che l'Ordine è stato costituito all'inizio dell'età d'oro di Hollywood con il proposito di adorare Charles "Bubba" Kenton, una star del cinema degli anni '20, sposato a Beverly Grove. Pollack viene così a sapere che Kenton ha costretto Grove a rinunciare alla figlia Sophie poco prima che Kenton diventasse un vampiro. In seguito alla mutazione, Kenton forma l'Ordine di Bonniface e trasforma molti dei suoi seguaci in vampiri, inclusa Beverly Grove. Questo dà a Grove la possibilità di vendicarsi per la perdita di sua figlia: sintonizza la sveglia di Kenton in modo che questi si svegli durante il giorno e (in quanto vampiro) muoia colpito dalla luce del sole.
Tuttavia, anche l'Ordine vuole la copia del film in quanto ritrae Beverly Grove e Bubba Kenton insieme in un film pornografico dal quale si può notare che Grove è molto più vecchia di quanto lei affermi realmente di essere. Sospettandone la natura sovrannaturale, sperano che lei possa trasformare in vampiri anche loro, e quindi dare loro l'eterna giovinezza.
Tuttavia, un membro dell'Ordine, una giovane donna di nome Magda, insiste affinché Grove trasformi in un vampiro solo lei. Questo perché ella è la nipote di Grove, nonché la suora che ha rubato la pellicola a padre Murtaugh all'inizio della storia. Pollack resta invischiato in questa guerra fra vari fronti. La storia ha un finale aperto, dove tuttavia le possibilità di successo o sopravvivenza di Pollack sembrano molto scarse.

## Raccolte e ristampe
Vortex ripubblicò Black Kiss nel 1989 in tre numeri, quattro dei fumetti originali per numero, dal titolo Big Black Kiss.
La serie fu rieditata più volte in formato tascabile commerciale, tra cui Thick Black Kiss da Vortex nel 1993 (ISBN 0921451067) con un'introduzione di Sam Hamm, un'edizione del 2002 pubblicata da Eros Comix (ISBN 1560973803) e un'edizione in francese, con copertina morbida, edita nel 2010 da Delcourt (ISBN 2756021067).
Un'edizione tedesca venne pubblicata dalla casa editrice austriaca Comicothek, inclusa un'edizione in tre parti con copertina morbida nel 1992 e una collezione con copertina rigida limitata a metà degli anni '90. Una raccolta con copertina rigida è stata pubblicata da Norma Editorial in spagnolo (ISBN 8484316912) nel 2003 e da Dynamite Entertainment in inglese nel 2010.
La serie fu altresì pubblicata contemporaneamente come tascabile commerciale (ISBN 9788575324646) e come raccolta unica con copertina rigida (ISBN 9788575324653) da Devir in portoghese nel 2011.
Infine, venne pubblicata anche come tascabile commerciale (ISBN 9788394347321) da Planeta Komiksów in polacco nel 2016.